# Кукулевич-Сакцинский, Иван
Иван Кукулевич-Сакцинский (хорв. Ivan Kukuljević Sakcinski; 1816—1889) — хорватский политический деятель, историк, журналист, поэт, драматург и дипломат. Соратник бана Елачича-Бужимского.

## Биография
Иван происходил из знатного рода Кукулевичей-Сакцинских. Его отец Антун Кукулевич-Сакцинский был депутатом Венгерско-Хорватского парламента в Пожони (Братиславе) и главным директором школ Хорватии. От отца своего Иван унаследовал чувство глубокой любви к порабощённой родине. Среднее образование Иван Кукулевич-Сакцинский получил в гимназиях Вараждина и Загреба.
Начавшееся юго-славянское возрождение (Иллиризм) оказало на него огромное влияние. Знакомство с вождями движения «иллиров» (Мирко Ожегович, Янко Драшкович, Вук Караджич, Сима Милутинович, особенно Людевит Гай) окончательно побудило Кукулевича выступить на литературном поприще в защиту попранных народных прав. Он пишет стихотворения «An Kroatien» (на немецком; родной язык был тогда в загоне и школа не вполне научила ему Кукулевича), «Tuga za ljubom» (уже по-славянски, хоть и не без помощи редактора «Даницы») и др., помещённые потом в его «Razlicita dela». Кукулевич пробует свои силы и в драматургии («Juran i Sofia», «Gusar», «Poraz Mougolah»). Эти произведения связывает идея борьбы за народное освобождение. В 1840 году Кукулевич-Сакцинский служил в Словацком полку, расквартированном в Италии.
В 1842 году Кукулевич оставляет военную службу и поселяется в Загребе. Здесь начинается его политическая деятельность: он заседает в сеймах и съездах, требует замены латинского языка в католическом богослужении — хорватским, агитирует патриотическими стихотворениями («Domordoac», «Slavianska domovina», «Koraljke», особенно «Slavjanke»), пробуждает народное самосознание своими историко-литературными трудами («Slovnik umjetnikah jugoslavenskih», 1842). 2 мая 1843 года Кукулевич впервые произнёс в Хорватском Саборе речь на хорватском (до этого употреблялась латынь).
В 1845 году Кукулевич был назначен великим судьёй Вараждинской жупании (Varaždinska županija). Ораторский талант выдвинул его во время революционных событий 1848 года. То был судьбоносный год, когда сотряслись самые основы Австрийской империи. Бурлила Вена, возрождалась к национальной жизни Венгрия. Выступая в первых числах марта в Венгерском парламенте, в Пожони (Братиславе), Лайош Кошут назвал австрийский режим — «созревшим для гибели». Тогда это выглядело правдоподобным… В эти же дни в Хорватии мечтатели-«иллиры» повели за собой широкие народные массы. 18 марта в Загребе открылись заседания Хорватского Сабора (представительное собрание тех частей Хорватии, кои на тот момент входили в состав многонационального Венгерского королевства). И 22 марта 1848 года историк и лингвист Людевит Гай предложил избрать баном Хорватии генерал-майора барона Елачича-Бужимского. Сабор единодушно избрал Елачича, а также постановил, что с этого дня депутаты Сабора будут избираться согласно активному избирательному праву, и что ближайшие выборы пройдут в мае 1848 года. Также Сабор сформировал временное правительство Хорватии, в состав коего вошёл и Кукулевич-Сакцинский. Хорватский Сабор единогласно и категорически выступал против мадьяризаторской политики правительства Лайоша Кошута, который высокомерно заявил в это время: «Да не увидим Хорватию на лице Земли!».
5 июня 1848 года в Загребе — вопреки воле императора — открылся Хорватский Сабор нового состава, уже под председательством Кукулевича-Сакцинского. Барон Елачич принёс Присягу Бана. Кукулевич выступил с инициативой созыва Общеславянского конгресса в Праге. Кукулевич исполняет важные дипломатические поручения, а 21 июня 1848 года выступает с предложением детронизации Габсбургов (что не нашло поддержки со стороны более осторожного Елачича)…
Когда Габсбурги чёрной неблагодарностью отплатили хорватам за их военные услуги против венгров-кошутовцев, и в империи началась политическая реакция, — Кукулевич оставил официальную деятельность. В 1850 году он основал «Югославянское историческое общество» и предпринимает издание «Arkiv za poviestnicu jugoslavensku» (1851—1875); в это же время совершает ряд путешествий по славянским землям, с целью собирания рукописей и книг и знакомства со славянскими учеными. Результаты этих поездок описаны им и в журналах, и отдельно; они сказались и на его дальнейших трудах («Bibliografia Horvatska») и издании разных исторических памятников — «Acta croatica», «Codex diplomaticus», особенно «Jura regni Croatiae», «Dalmatiae et Slavoniae». Лучшим из его исторических исследований считается «Borba Hrvatah s Mongoli i Tatari» (1863). Кукулевич участвовал в первых работах Юго-славянской академии наук и искусств: он подготовил к изданию I том «Monumenta historica slavorum meridionalium», I том «Stari pisci Hrvatski» и др. В 1865 году Кукулевич был заместителем бана и действовал в духе развития национального самосознания. После торжества дуализма в Австро-Венгрии (1867), вышел в отставку.

## Пьесы
- историческая драмы «Юран и София, или турки около Сисака» (1839, Театр города Сисак)
- «Степко Шубич» (изд. 1841)
- «Потуреченный» (изд. 1867)
- «Марула» (изд. 1879).